# Бомбашки напад у Манчестер арени 2017.
Дана 22. маја 2017. године, извршен је самоубилачки бомбашки напад у Манчестер арени у Манчестеру (Енглеска, УК), након концерта америчке певачице Аријане Гранде. Нападач је идентификован као Салман Рамадан Абеди, 22-годишњи британски терориста либијског порекла који је детонирао ручну бомбу односно импровизовану експлозивну направу на излазу из арене по завршетку концерта. Двадесет двоје младих и деце смртно је страдало, а још најмање 166 људи повређено.
Концерт је био распродат, са око 21.000 присутних.
Полиција Манчестера је прогласила акт терористичким и самоубилачким бомбашким нападом. Ово је најсмртоноснији напад у Уједињеном Краљевству још од Бомбашких напада у Лондону 7. јула 2005. године.
Абеди је првобитно био сумњичен за сарађивање са терористичком мрежом и ухапшени су многи људи повезани са чином. Полиција је касније рекла да је могуће да је Абеди увелико деловао сам.